# Termitbarbett
Termitbarbett (Trachyphonus erythrocephalus) är en fågel i familjen afrikanska barbetter inom ordningen hackspettartade fåglar.

## Utseende och läte
Termitbarbetten är en stor och färgglad barbett. Hanen har svart på strupe och hjässa, medan honan har ljust på strupen och svartfläckig hjässa. Fjäderdräkten i övrigt varierar geografiskt, med gult eller vitt på buken och orange- eller gulfärgat bröst. Arten skiljs från bomabarbett och pärlbarbett genom det röda på huvudet. Sången består av en lång serie med samma rullande melodiska fras upprepad om och om igen, ofta avgivet som en duett mellan könen.

## Utbredning och systematik
Termitbarbett delas in i tre underarter med följande utbredning:
- T. e. shelleyi Hartlaub, 1886 – förekommer från sydöstra Etiopien till nordvästra och södra Somalia
- T. e. versicolor Hartlaub, 1882 – förekommer i sydöstra Sydsudan, nordöstra Uganda, södra och sydvästra Etiopien, sydväsra Somalia och norra Kenya
- T. e. erythrocephalus Cabanis, 1878 – artens nominatform förekommer från centrala Kenya till nordöstra och nord-centrala Tanzania

## Levnadssätt
Termitbarbetten hittas i torr savann där det finns tillgång på termitstackar. Den ses vanligen i par eller smågrupper.

## Status
Arten har ett stort utbredningsområde och beståndet anses vara stabilt. Internationella naturvårdsunionen IUCN listar den därför som livskraftig (LC).

## Bilder

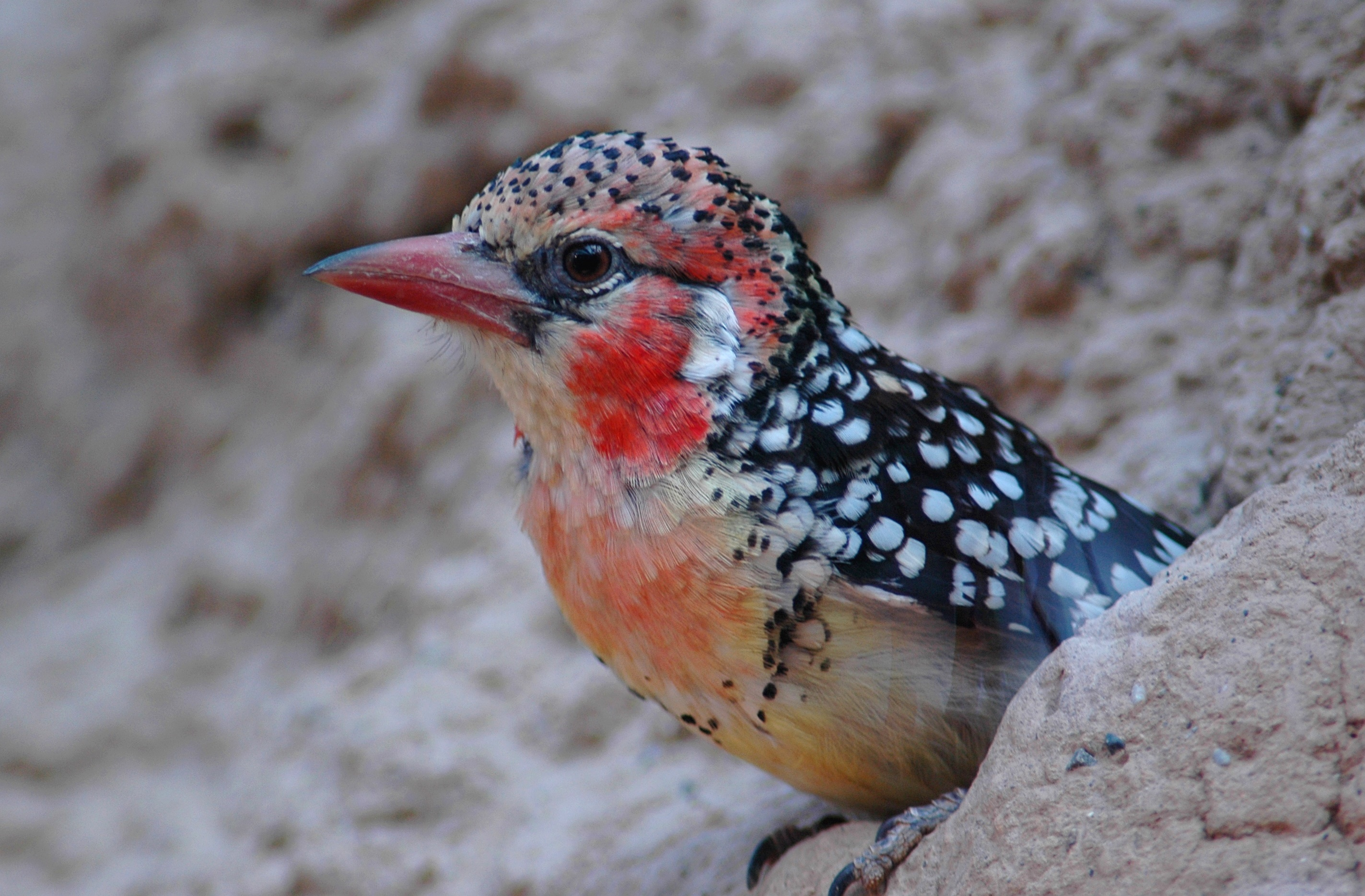
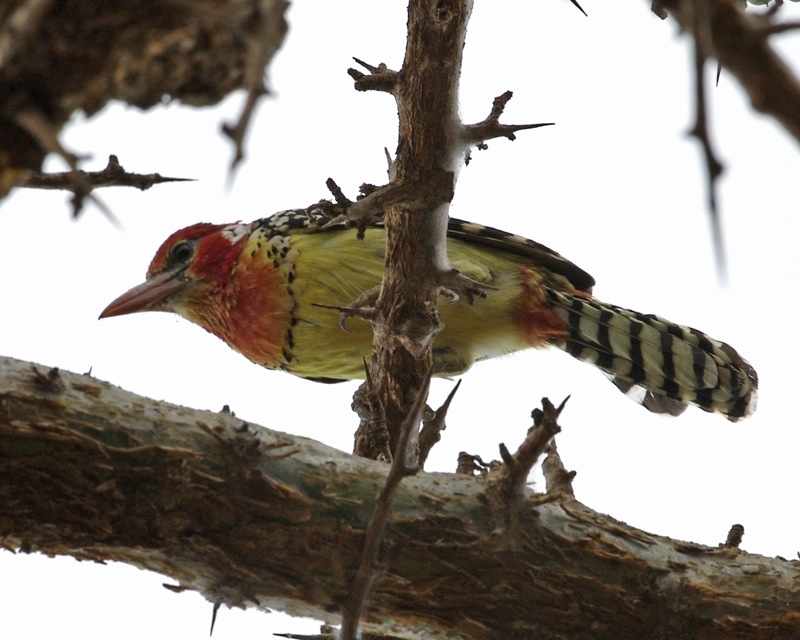
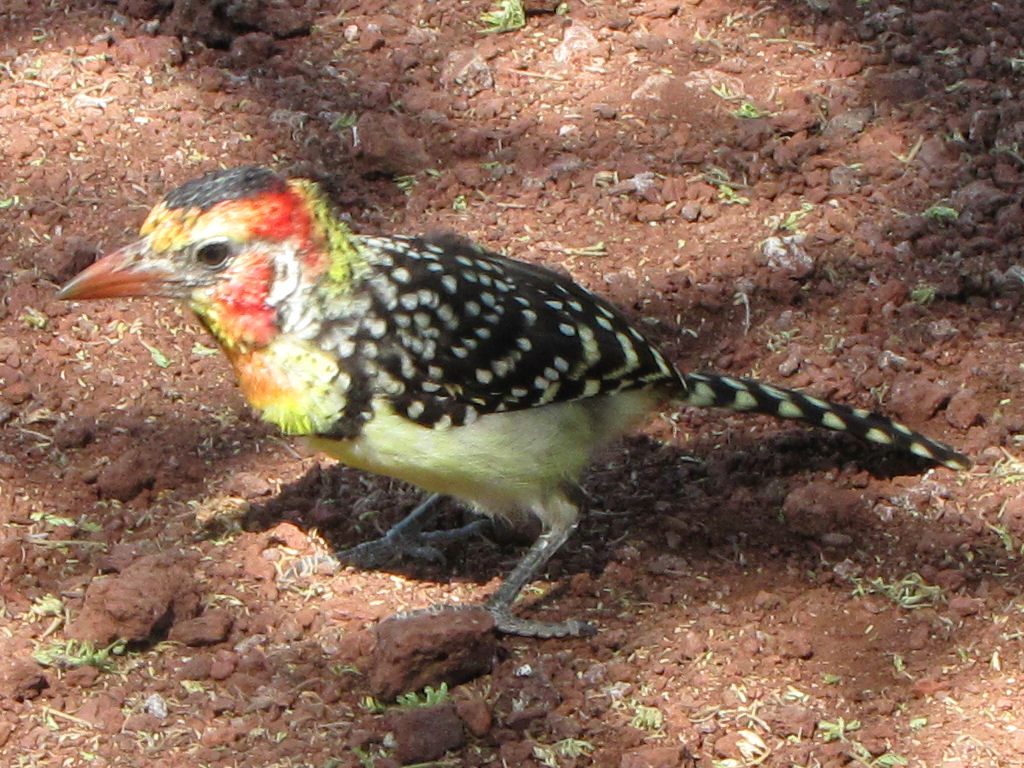
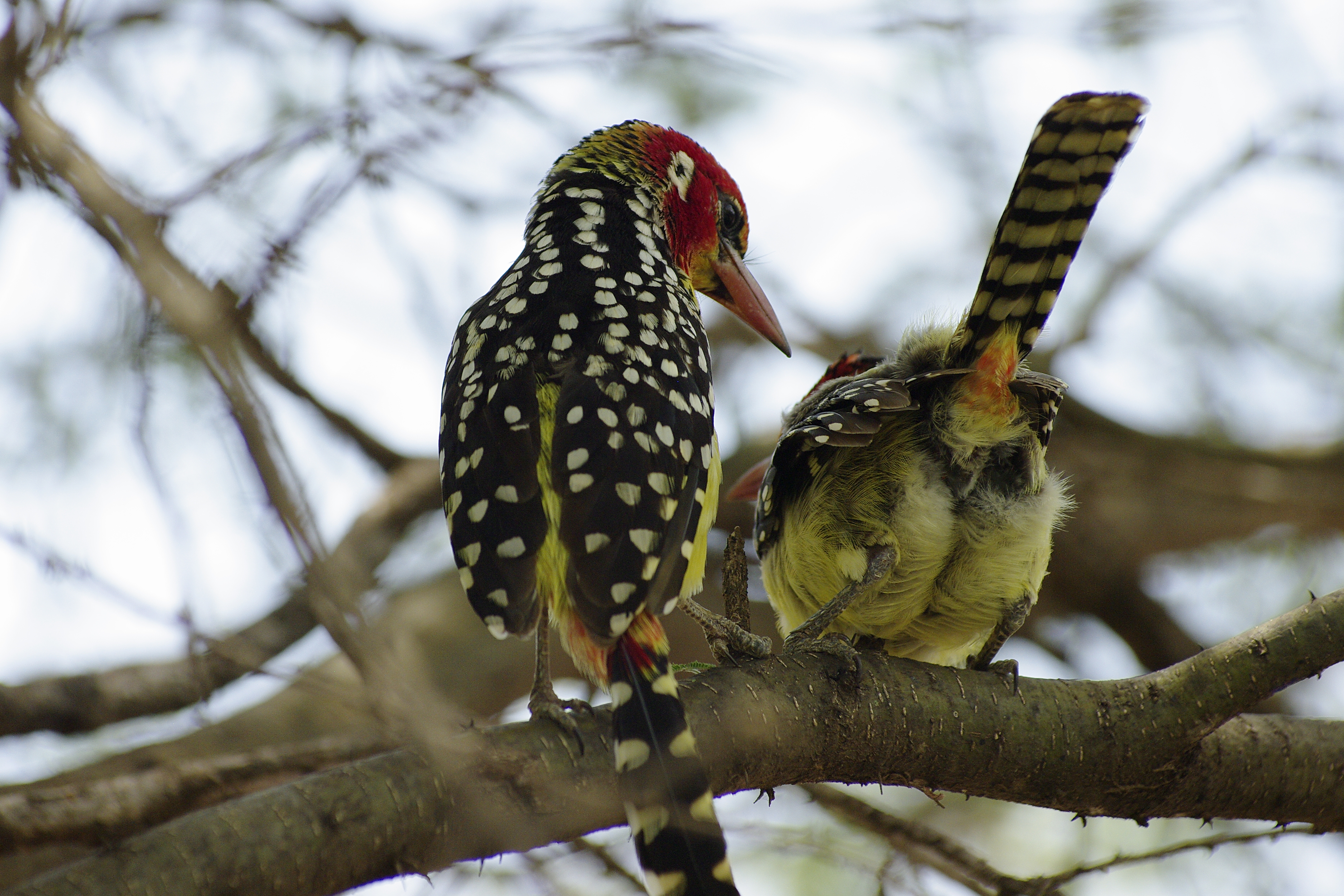
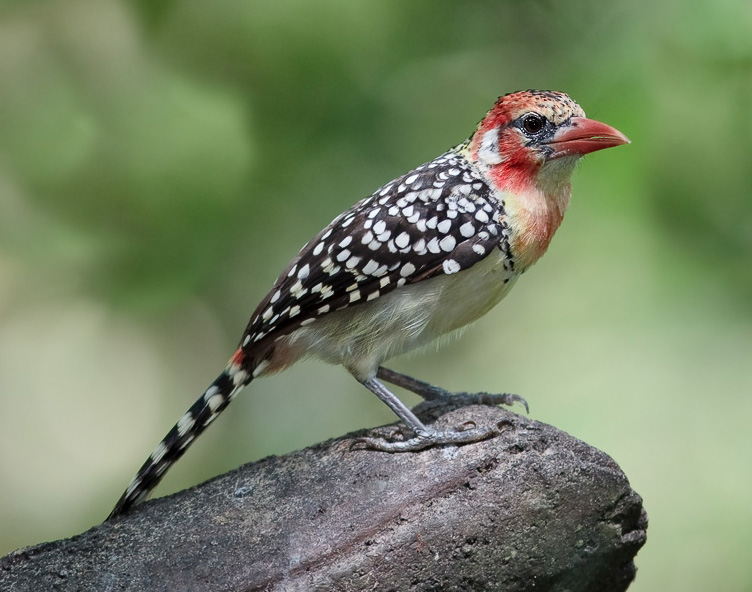
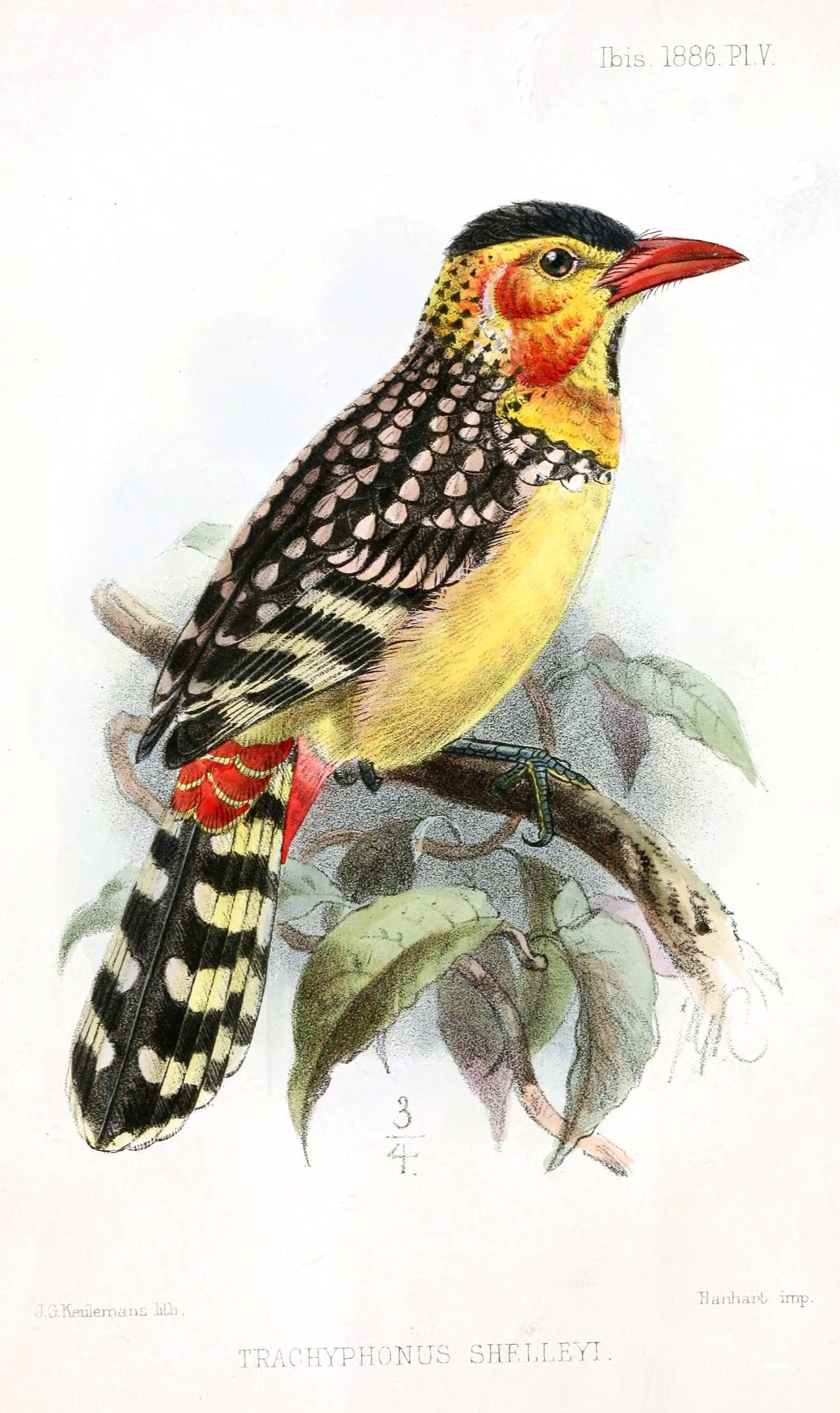